# Särö pastorat
Särö pastorat är ett pastorat i Kungsbacka kontrakt i Göteborgs stift i Kungsbacka kommun i Hallands län. 
Pastoratet bildades 2015 genom en utökning och namnändring av Vallda och Släps kyrkliga samfällighet.
Pastoratet består av följande församlingar:
- Vallda församling
- Släps församling
- Kullaviks församling

Pastoratskod är 081303.